# Американские сомы-кошки
Американские сомы-кошки, или американские сомики (лат. Ictalurus) — род лучепёрых рыб из семейства икталуровых. Включает в себя десять ныне существующих видов, обитающих в водоёмах Северной и Центральной Америки.

## Виды
В род включают десять видов:
- Ictalurus australis (Meek, 1904)
- Ictalurus balsanus (D. S. Jordan & Snyder, 1899)
- Ictalurus dugesii (T. H. Bean, 1880)
- Ictalurus furcatus (Valenciennes, 1840)
- Ictalurus lupus (Girard, 1858)
- Ictalurus meridionalis (Günther, 1864)
- Ictalurus mexicanus (Meek, 1904)
- Ictalurus ochoterenai (F. de Buen, 1946)
- Ictalurus pricei (Rutter, 1896)
- Ictalurus punctatus (Rafinesque, 1818) — Канальный сомик

К роду также относят четыре вымерших вида:
- †Ictalurus echinatus
- †Ictalurus lambda
- †Ictalurus rhaeas
- †Ictalurus spodius